# Сахалин (футбольный клуб)

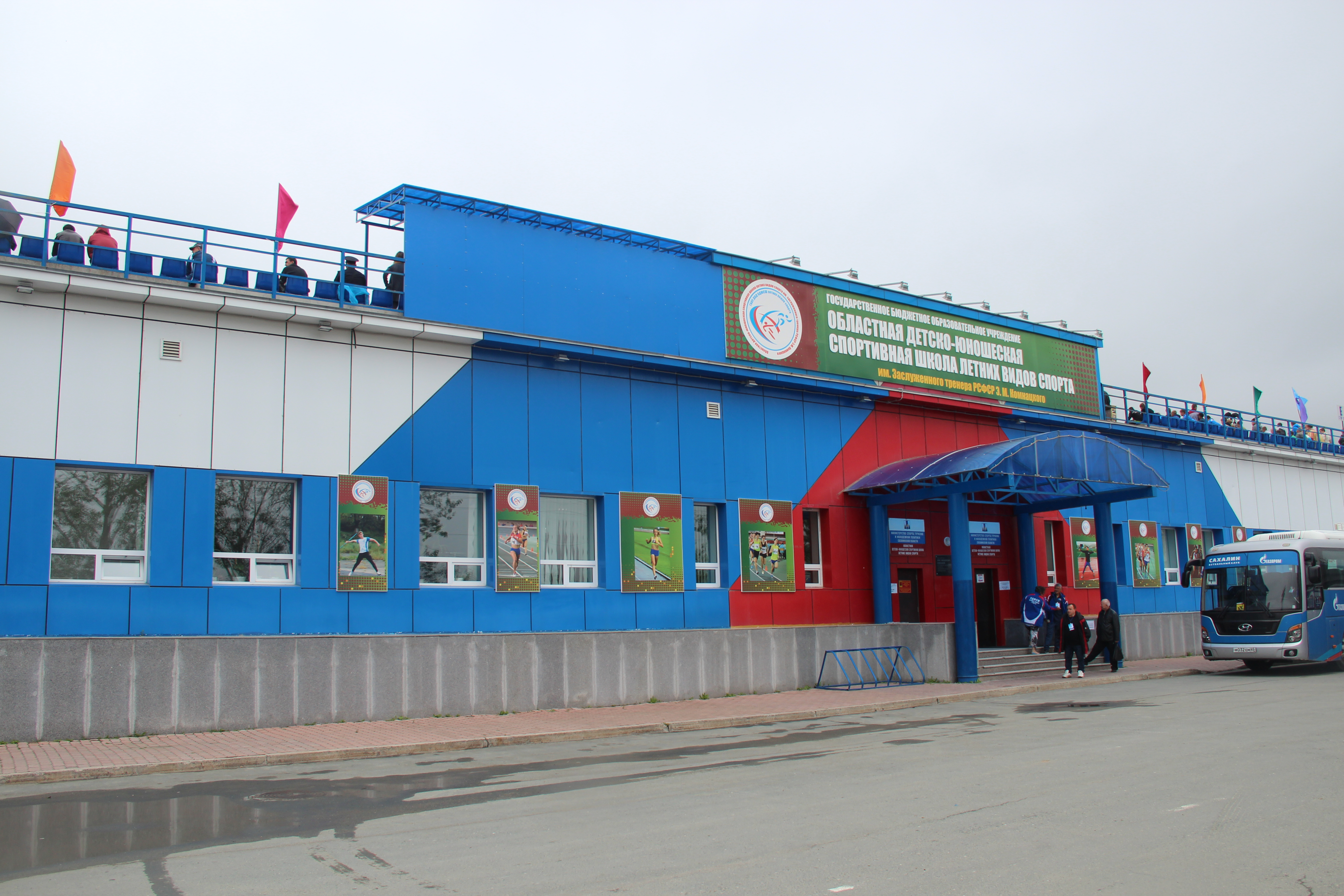
Стадион «Спартак», Южно-Сахалинск

ФК ПСК «Сахали́н» — бывший российский футбольный клуб из города Южно-Сахалинска, основанный в 2004 году. Лучший результат в истории — 16 место в Первенстве ФНЛ 2014/15. Двукратный победитель зоны «Восток» второго дивизиона. 29 декабря 2024 клуб объявил о прекращении своего существования.

## Названия
- 2004 — «Сахалин-Турист».
- 2005—2024 — «Сахалин».

## История
Футбольный клуб «Сахалин» был создан в мае 2004 года для активизации и повышения мастерства футболистов-спортсменов, развития детского и юношеского футбола на Сахалине.
С начала своего создания ФК «Сахалин» выступал в чемпионате Сахалинской области и первенстве России среди ЛФК в зоне Дальнего Востока среди любительских команд. В 2007 году ФК «Сахалин» был принят в Ассоциацию «Профессиональная футбольная Лига» и начинает выступать как нелюбительский футбольный клуб.
В апреле 2007 года Футбольный клуб «Сахалин» принимал участие в Международном турнире по футболу на «Кубок Иртыша» в Омске, где занял III призовое место.
С момента создания и вплоть до 2009 года командой руководил Андрей Пархоменко. На смену ему в конце декабря 2008 года был назначен Сергей Владимирович Осипов, продержавшийся на своем посту из-за неубедительной игры команды сравнительно недолго.
4 августа 2009 года в ФК «Сахалин» был назначен новый главный тренер — Виктор Ноздрин. 13 сентября 2009 года «Сахалин» впервые в своей истории одержал победу с крупным счетом, обыграв «Океан» на своем поле 3:0.
10 января 2010 года главным тренером ФК «Сахалин» был назначен Сергей Тимофеев. 1 июля 2010 года, одолев в серии пенальти хабаровскую «СКА-Энергия», «Сахалин» впервые в своей истории вышел в 1/16 Кубка России, где по пенальти проиграл «Сатурну» из Раменского.
2 мая 2014 года новым главным тренером был назначен Андрей Афанасьев. 25 мая в матче 28 тура против ФК «Сибиряк» Сахалин одержал победу со счётом 3:0 и гарантировал выход в ФНЛ.
В конце 2015 года, из-за проблем с финансированием, клуб вошёл в состав ПСК «Сахалин». Таким образом, в Сахалинской области под одним брендом оказались объединены сразу четыре вида спорта: баскетбол, хоккей, волейбол и футбол.
Сезон в ФНЛ оказался неудачным, команда заняла 16-е место и снова должна была проводить сезон во второй лиге. От участия в сезоне 2016/17 команда собиралась отказываться из-за проблем с финансированием, но в итоге продолжила выступать в зоне «Восток».
В сезоне 2017/18 «Сахалин» занял 1-е место, но не вышел в ФНЛ, так как не подавал заявку на лицензирование.
Домашние игры сезона 2018/19 ПФЛ клуб проводил на стадионе «Темп» в Томске. Одержав победу в матче 24 тура с «Сибирью-2», «Сахалин» стал победителем группы «Восток», но не вышел в ФНЛ, так как и в этот раз не подавал заявку на лицензию. 21 июня Палата по разрешению споров РФС лишила «Сахалин» 3-х очков, тем самым «Сахалин» опустился на 2-е место, а победителем стал «Иртыш» (Омск). В сезоне 2019/20 домашние матчи команда провела на стадионе «Спартак» в Южно-Сахалинске.

## Статистика выступлений
| Первенство     | Первенство | Первенство                          | Первенство                          | Первенство | Первенство | Первенство | Первенство | Первенство | Первенство | Первенство | Первенство     | Примечания, кубок                                               | Примечания, кубок                                               |
| Сезон          | Ранг       | Турнир                              | Турнир                              | Место      | И          | В          | Н          | П          | ГЗ         | ГП         | Очки           | Примечания, кубок                                               | Примечания, кубок                                               |
| -------------- | ---------- | ----------------------------------- | ----------------------------------- | ---------- | ---------- | ---------- | ---------- | ---------- | ---------- | ---------- | -------------- | --------------------------------------------------------------- | --------------------------------------------------------------- |
| 2004           | 5          | Чемпионат Сахалинской области       | зона «Юг»                           | 4          | 16         | 12         | 2          | 2          | 59         | 6          | 38             | 3-е место из 9                                                  | победитель кубка области                                        |
| 2004           | 5          | Чемпионат Сахалинской области       | Финал                               | 4          | 14         | 8          | 4          | 2          | 28         | 6          | 28             | 4-е место из 8                                                  | победитель кубка области                                        |
| 2005           | 5          | Чемпионат Сахалинской области       | Чемпионат Сахалинской области       | 1          | 18         | 14         | 3          | 1          | 68         | 13         | 45             | финалист кубка области, участник Кубка Дальнего Востока (груп.) | финалист кубка области, участник Кубка Дальнего Востока (груп.) |
|                | 5          | Чемпионат Сахалинской области       | группа «Г»                          | 1          | 6          | 6          | 0          | 0          | 32         | 1          | 18             | 1-е место из 6                                                  | победитель кубка области                                        |
| за 1—9-е места | 5          | Чемпионат Сахалинской области       | 14                                  | 1          | 13         | 0          | 1          | 70         | 9          | 39         | 1-е место из 8 |                                                                 | победитель кубка области                                        |
| 2006           | 4          | ЛФЛ, «Дальний Восток»               | ЛФЛ, «Дальний Восток»               | 1          | 16         | 11         | 3          | 2          | 44         | 11         | 36             |                                                                 |                                                                 |
| 2007           | 3          | Второй дивизион, зона «Восток»      | Второй дивизион, зона «Восток»      | 9          | 30         | 6          | 7          | 17         | 21         | 49         | 25             | 1/256 финала кубка России                                       | 1/256 финала кубка России                                       |
| 2008           | 3          | Второй дивизион, зона «Восток»      | Второй дивизион, зона «Восток»      | 10         | 27         | 3          | 6          | 18         | 18         | 48         | 15             | 1/128 финала кубка России                                       | 1/128 финала кубка России                                       |
| 2009           | 3          | Второй дивизион, зона «Восток»      | Второй дивизион, зона «Восток»      | 7          | 27         | 8          | 8          | 11         | 29         | 28         | 32             | 1/64 финала кубка России                                        | 1/64 финала кубка России                                        |
| 2010           | 3          | Второй дивизион, зона «Восток»      | Второй дивизион, зона «Восток»      | 5          | 30         | 12         | 11         | 7          | 38         | 29         | 47             | 1/16 финала кубка России                                        | 1/16 финала кубка России                                        |
| 2011/12        | 3          | Второй дивизион, зона «Восток»      | Второй дивизион, зона «Восток»      | 6          | 36         | 15         | 8          | 13         | 40         | 41         | 53             | 1/256 финала кубка России                                       | 1/256 финала кубка России                                       |
| 2012/13        | 3          | Второй дивизион, зона «Восток»      | Второй дивизион, зона «Восток»      | 3          | 30         | 15         | 10         | 5          | 42         | 23         | 55             | 1/64 финала кубка России                                        | 1/64 финала кубка России                                        |
| 2013/14        | 3          | Первенство ПФЛ, зона «Восток»       | Первенство ПФЛ, зона «Восток»       | 1          | 24         | 15         | 6          | 3          | 44         | 16         | 51             | 1/128 финала кубка России                                       | 1/128 финала кубка России                                       |
| 2014/15        | 2          | Первенство ФНЛ                      | Первенство ФНЛ                      | 16         | 34         | 9          | 8          | 17         | 28         | 50         | 35             | 1/32 финала кубка России                                        | 1/32 финала кубка России                                        |
| 2015/16        | 3          | Первенство ПФЛ, зона «Восток»       | Первенство ПФЛ, зона «Восток»       | 2          | 24         | 14         | 6          | 4          | 40         | 17         | 48             | 1/16 финала кубка России                                        | 1/16 финала кубка России                                        |
| 2016/17        | 3          | Первенство ПФЛ, группа «Восток»     | Первенство ПФЛ, группа «Восток»     | 3          | 20         | 8          | 6          | 6          | 30         | 21         | 30             | 1/32 финала кубка России                                        | 1/32 финала кубка России                                        |
| 2017/18        | 3          | Первенство ПФЛ, группа «Восток»     | Первенство ПФЛ, группа «Восток»     | 1          | 20         | 14         | 0          | 6          | 37         | 17         | 42             | 1/64 финала кубка России                                        | 1/64 финала кубка России                                        |
| 2018/19        | 3          | Первенство ПФЛ, группа «Восток»     | Первенство ПФЛ, группа «Восток»     | 2          | 20         | 14         | 5          | 1          | 41         | 15         | 44             | 1/16 финала кубка России                                        | 1/16 финала кубка России                                        |
| 2019/20        | 3          | Первенство ПФЛ, группа «Восток»     | Первенство ПФЛ, группа «Восток»     | 2          | 12         | 5          | 3          | 4          | 15         | 16         | 18             | 1/32 финала кубка России                                        | 1/32 финала кубка России                                        |
| 2020/21        | 3          | Первенство ПФЛ, группа 3            | Первенство ПФЛ, группа 3            | 16         | 30         | 4          | 7          | 19         | 26         | 54         | 19             | 1/128 финала кубка России                                       | 1/128 финала кубка России                                       |
| 2021/22        | 3          | Первенство ФНЛ-2, группа 3          | Первенство ФНЛ-2, группа 3          | 14         | 30         | 10         | 3          | 17         | 29         | 50         | 33             | 1/256 финала кубка России                                       | 1/256 финала кубка России                                       |
| 2022/23        | 3          | Вторая лига, группа 3               | Вторая лига, группа 3               | 16         | 34         | 13         | 5          | 16         | 43         | 56         | 44             | 2-й раунд пути регионов кубка России                            | 2-й раунд пути регионов кубка России                            |
| 2023           | 4          | Вторая лига, дивизион «Б», группа 3 | Вторая лига, дивизион «Б», группа 3 | 11         | 17         | 7          | 2          | 8          | 16         | 19         | 23             | 1-й раунд пути регионов кубка России                            | 1-й раунд пути регионов кубка России                            |

1. 1 2  Первенство проходило в два этапа, на втором этапе учитывалась часть матчей первого этапа. Приведены суммарные показатели в сыгранных матчах.

Молодёжная команда «Сахалин-М» с 2014 года (в 2014 году название — «Сахалин-М-Портовик» Холмск) участвует в первенстве России среди ЛФК (зона «Дальний Восток»), чемпионате (победитель в 2016 и 2021 годах) и кубке Сахалинской области.

## Достижения
- Обладатель Кубка Сахалинской области: 2004, 2006
- Чемпион Сахалинской области: 2005, 2006
- Обладатель Кубка им. Беркова: 2006
- Чемпион третьего дивизиона зоны Дальнего Востока: 2006
- Обладатель Кубка «Победы» (Южно-Сахалинск): 2005
- Бронзовый призёр: Международный турнир "Кубок «Иртыша» (Омск): 2007
- Участник 1/16 Кубка России 2010/2011, 2015/2016
- Победитель первенства России (второй дивизион, зона «Восток») 2013/2014, 2017/18
- Серебряный призёр первенства России (второй дивизион, зона «Восток») 2015/2016, 2018/19
- Бронзовый призёр первенства России (второй дивизион, зона «Восток») 2012/2013

## Статистика

### Самые крупные победы
- Первенство России (2 дивизион) — 5:0 («Сибирь-2» Новосибирск, 2013/14)
- Кубок России — 2:0 («Смена» Комсомольск-на-Амуре, 2010; «Океан» Находка, 2010)
- Первенство России (3 дивизион, зона «Дальний Восток») — 7:0 («Амур-2» Благовещенск, 2006)
- Кубок России среди любительских команд — 3:0 («Океан-Сучан» Партизанск, 2005)
- Чемпионат области — 19:1 («Океан» Невельск, 2005)
- Кубок области — 9:0 («Водник» Корсаков, 2005)

### Самые крупные поражения
- Первенство России (2 дивизион, зона «Восток») — 1:6 («Смена» Комсомольск-на-Амуре, 2008)
- Кубок России — 1:4 («Смена» Комсомольск-на-Амуре, 2008), 0:4 («Уфа» Уфа, 2015)
- Первенство России (3 дивизион, зона «Дальний Восток») — 0:2 («Портовик» Холмск, 2006)
- Кубок России среди любительских команд — 0:5 («Портовик» Холмск, 2005)
- Чемпионат области — 1:3 («Портовик» Холмск, 2006)
- Кубок области — 0:3 («Портовик» Холмск, 2005)